# Ruta Provincial A 103 (Córdoba)
La ruta Provincial A-103, más conocida por la población como Camino a San Carlos, es una corta carretera que transita por el territorio de la provincia argentina de Córdoba.
La ruta parte de la ciudad de Córdoba con rumbo al sur, atravesando numerosos barrios para luego circular por el cinturón verde, el paraje de San Carlos, y morir en el cruce con la ruta provincial C45.
En el ámbito de la ciudad capital, el Camino a San Carlos en una vía importante que vincula al sector céntrico de la ciudad con los barrios del centro-sur y sur de la ciudad.

## Recorrido
La ruta provincial A 103, parte de la ciudad de Córdoba en cercanías del Parque Sarmiento y se dirige en dirección sur de modo recto.
En los primeros kilómetros lleva el nombre de Avenida Madrid, atravesando barrios como Revol Anexo. 
Luego del cruce con el Ferrocarril Nuevo Argentino, toma el nombre de avenida Bernardo O'Higgins y seguirá en dirección sur, donde al cruzar con la avenida de Circunvalación (ruta A019) pasará a denominarse Camino a San Carlos.  
Aquí a su derecha, se encuentra el enorme predio central de la desaparecida empresa de autobuses Ciudad De Córdoba.
Unos kilómetros más adelante, la A-103 comienza a dejar de ser una vía urbana para rodearse de pequeñas quintas y chacras pertenecientes al cinturón verde.
La ruta atraviesa el pequeño paraje rural de San Carlos, y finaliza su recorrido en la intersección con la ruta provincial C45.
A partir de aquí, la carretera sigue al sur como un camino rural de tierra y con el nombre de Ruta provincial S253.
| Intersecciones                      | Intersecciones                                                                                    |
| ruta                                | desvíos hacia                                                                                     |
| ----------------------------------- | ------------------------------------------------------------------------------------------------- |
| Ferrocarril Nuevo Central Argentino | tren de mercancías, a canteras de Malagueño.                                                      |
| Ruta nacional A019 Circunvalación   | Villa Carlos Paz, Alta Gracia, Rio Cuarto, Buenos Aires, Rio Segundo, San Francisco, Jesús María. |
| Ferrocarril Mitre                   | tren clausurado a Alta Gracia, Rio Cuarto.                                                        |
| Ruta provincial C45                 | Rio Segundo, Pilar, Buenos Aires, Alta Gracia, Falda Del Carmen.                                  |